# De Nieuwe Graskamp
De Nieuwe Graskamp is een gemeentelijk monument aan de Birkstraat 110 in de gemeente Soest in de provincie Utrecht.
De Nieuwe Graskamp is een afsplitsing van Graskamp of Graswijk dat aan de Birkstraat 115 staat. De langhuisboerderij werd door aannemer J.J. Schalks in 1912 gebouwd voor landbouwer Ant. Kok. Bij de boerderij hoorden een wagenloods en hooischuur. In 1924 werd de kaasmakerij aan de linkerzijde bijgebouwd door J. van Elten en J. van Schadewijk. In 1983 kreeg de boerderij een woonfunctie.

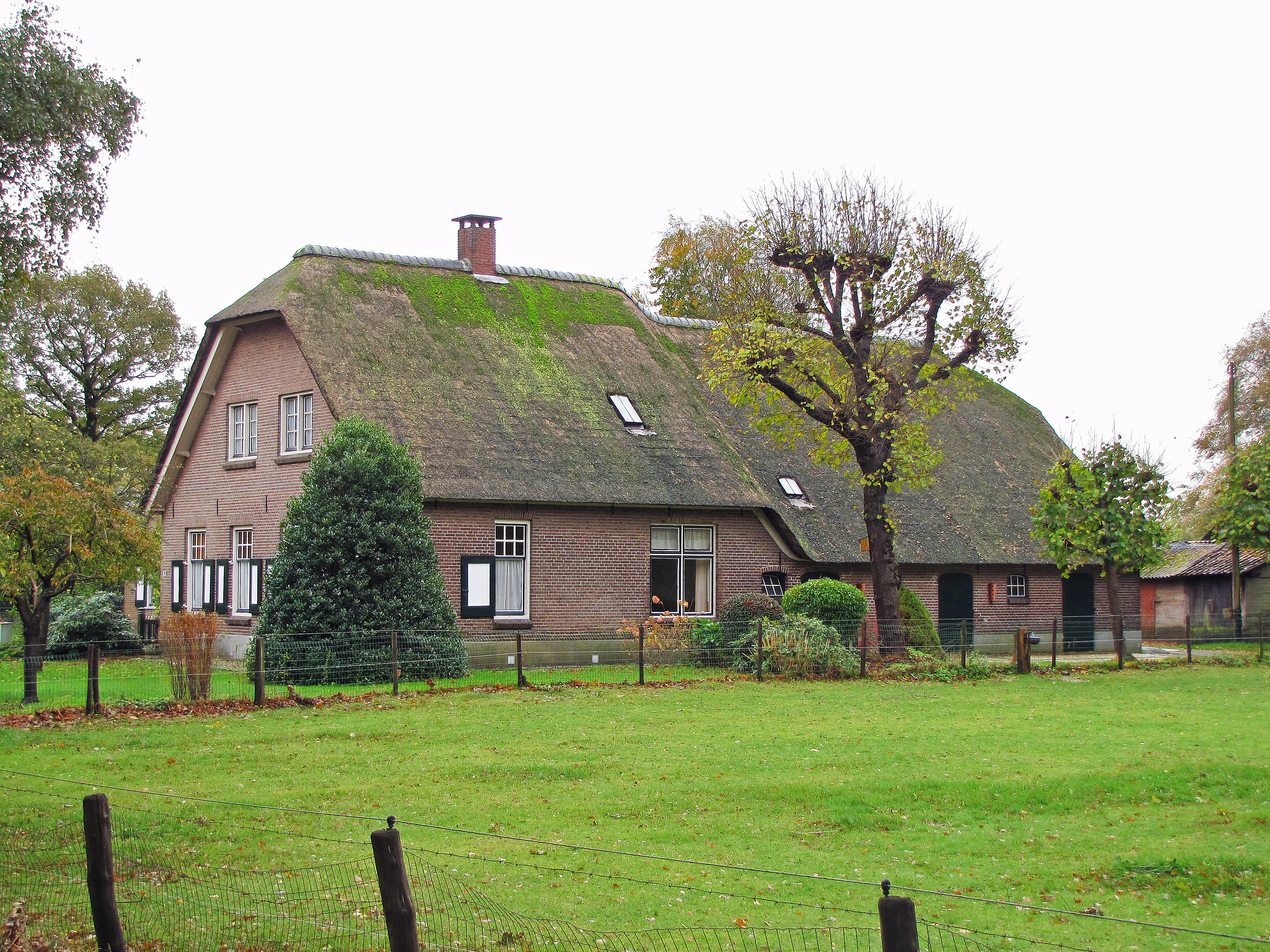

De waterpomp in de voorgevel is nog een restant uit de tijd dat in de schuur nog een spoelhok zat.
De boerderij heeft een rechthoekige plattegrond en heeft een met riet gedekt zadeldak. Aan de linkerzijde is een opkamer met daaronder een kelder. De nok van het voorhuis ligt hoger dan die van het achterhuis. In de achtergevel is een inrijdeur aangebracht. In de symmetrische voorgevel zijn twee vierruits vensters met luiken aangebracht. In de tijd dat achter de Nieuwe Graskamp nog zandakkers lagen werden deze gesloten als de wind veel stuifzand in de lucht bracht.